# (4614) Masamura
(4614) Masamura es un asteroide perteneciente al cinturón de asteroides, descubierto el 21 de agosto de 1990 por Yoshikane Mizuno y el también astrónomo Toshimasa Furuta desde el Kani Observatory, Kani, Japón.

## Designación y nombre
Designado provisionalmente como 1990 QN. Fue nombrado Masamura en honor al astrónomo japonés Kazutada Masamura secretario de la Asociación Astronómica Oriental (O.A.A.). Estuvo observando manchas solares desde el año 1935 haciendo un gran esfuerzo para difundir el conocimiento astronómico.

## Características orbitales
Masamura está situado a una distancia media del Sol de 2,250 ua, pudiendo alejarse hasta 2,727 ua y acercarse hasta 1,773 ua. Su excentricidad es 0,211 y la inclinación orbital 4,809 grados. Emplea 1233 días en completar una órbita alrededor del Sol.

## Características físicas
La magnitud absoluta de Masamura es 13,4. Tiene 6,071 km de diámetro y su albedo se estima en 0,22.